# Vuelta a Andalucía 1980
La 26ª edición de la Vuelta a Andalucía se disputó entre el 5 y el 10 de febrero de 1980 con un recorrido de 720,00 km dividido en un prólogo y 5 etapas, una de ellas doble, con inicio en Elche y final en Ronda. 
Participaron 72 corredores repartidos en 9 equipos de los que sólo lograron finalizar la prueba 34 ciclistas.
El vencedor, el  belga Daniel Willens, cubrió la prueba a una velocidad media de 34,777 km/h. La clasificación de la regularidad fue para el  italiano Pierino Gavazzi, mientras que en la clasificación de la montaña y en la de metas volantes se impusieron respectivamente los ciclistas  españoles Juan José Quintanilla y Domingo Muñoz.

## Etapas
| Etapa   | Fecha         | Recorrido                        | Km    | Ganador de la etapa      |
| Prólogo | 5 de febrero  | Elche - Elche                    | (CRE) | Magniflex                |
| 1ª      | 6 de febrero  | Santa Pola - Lorca               | 150,0 | Rafael Ladrón de Guevara |
| 2ª      | 7 de febrero  | Águilas - Almería                | 160,0 | Noël Dejonckheere        |
| 3ª      | 8 de febrero  | Adra - Granada                   | 126,0 | Daniel Willems           |
| 4ª      | 9 de febrero  | Lanjarón - Rincón de la Victoria | 166,0 | Noël Dejonckheere        |
| 5ª (a)  | 10 de febrero | Fuengirola - Marbella            | 27,0  | Daniel Willems           |
| 5ª (b)  | 10 de febrero | Marbella - Ronda                 | 94,0  | Bernt Johansson          |